# Spomenik osvoboditve
Spomenik osvoboditve, tudi spomenik revoluciji in padlim ali spomenik NOB je javni spomenik v Kamniku, delo kiparja Draga Tršarja, ki so ga odkrili leta 1962.
Stoji ob vhodu v Park Evropa. V njem so drevesa prijateljstva, ki so jih ob pridružitvi Slovenije k Evropski uniji (2004) zasadili župani s Kamnikom pobratenih mest: Trofaiach (Avstrija) in Andechs (Nemčija) ter predstavnik bavarsko-slovenskega društva. V parku raste tudi potomka najstarejše slovenske trte iz Maribora.